# Azygopterus corallinus
Azygopterus corallinus är en fiskart som beskrevs av Anatoly Petrovich Andriashev och Makushok, 1955. Azygopterus corallinus ingår i släktet Azygopterus och familjen taggryggade fiskar. Inga underarter finns listade.